# Turister i paradiset
Turister i paradiset är en amerikansk film från 1945 regisserad av Vincente Minnelli. Den hade svensk premiär den 23 april 1946.

## Handling
Lurendrejaren Johnny kommer till ett litet sydamerikanskt land. Han får höra om Yolanda, en ung dam som har ärvt en enorm förmögenhet. Han söker upp henne och får henne att tro att han är hennes skyddsängel. Men snart inser han att han är lite förälskad i henne. 

## Medverkande
- Fred Astaire - Johnny Parkson Riggs
- Frank Morgan - Victor Budlow Trout
- Lucille Bremer - Yolanda